# Dättlikon
Dättlikon je mesto v okraju Winterthur v kantonu Zürich.